# Обущенко, Светлана Николаевна
Светлана Николаевна Обущенко — бригадир по выращиванию молодняка птицы совхоза «Каменский» Елецкого района Липецкой области, Герой Социалистического Труда (22.03.1966).
Родилась 10 декабря 1936 года в г. Людиново (сейчас — Калужская область).
С 1944 года жила в Елецком районе Липецкой области. Училась в Елецкой железнодорожной средней школе, затем окончила Лебедянский зоотехнический техникум (1955).
Работала бригадиром на Данковской инкубаторно-птицеводческой станции, в совхозах «Солидарность» и «Каменский».
За выдающиеся успехи в развитии животноводства 22 марта 1966 года присвоено звание Героя Социалистического Труда.
В последующем — главный зоотехник птицефабрики «Светлый путь» (организованной на базе совхоза «Каменский»), директор инкубаторно-птицеводческой станции в Липецке, начальник цеха птицефабрики «Россия».